# Martha, Frank, Daniel et Lawrence
Pour plus de détails, voir Fiche technique et Distribution.
Martha, Frank, Daniel et Lawrence (Martha, Meet Frank, Daniel and Laurence) est un film britannique de Nick Hamm sorti en 1998.

## Synopsis
Une américaine, qui a décidé de quitter son pays, son petit ami et son job sans intérêt, échoue à Londres car le billet était de 99$, sa seule fortune.
Elle va se faire aborder par hasard par trois hommes dont le premier étant un producteur musical à succès mais sans envergure culturelle, un second étant un acteur raté égocentrique, et le dernier étant un professeur de bridge un peu plus malin que les deux précédents.
Quelle ne sera pas sa surprise d'apprendre que ces trois inconnus sont des potes d'enfance, chacun tirant dans les pattes de ses rivaux sans savoir qui sont les deux autres !
Le professeur de bridge, son favori, sera aidé par un "psychologue" de haute volée ; mais l'habit ne fait pas le moine.

## Fiche technique
- Titre  original : Martha, Meet Frank, Daniel and Laurence
- Réalisateur : Nick Hamm
- Scénariste  : Peter Morgan
- Producteur : Grainne Marmion
- Musique du film :  Ed Shearmur
- Directeur de la photographie : David Johnson
- Montage :  Michael Bradsell
- Distribution des rôles : Mary Selway
- Création des décors :  Max Gottlieb
- Direction artistique : Mark Raggett
- Création des costumes : Anna B. Sheppard
- Coordinateur des cascades : Terry Forrestal
- Pays de production  : Royaume-Uni
- Genre : Comédie romantique
- Durée : 88 minutes
- Dates de sortie : 
  - Royaume-Uni : 8 mai 1998
  - France : 24 juin 1998

## Distribution
- Monica Potter (VF : Barbara Kelsch) : Martha
- Rufus Sewell (VF : Gabriel Le Doze) : Frank
- Joseph Fiennes : Laurence
- Tom Hollander : Daniel
- Ray Winstone : Pedersen
- Debora Weston :  First Class Passenger
- Jan Pearson : Daniel's Senior Partner
- Steven O'Donnell : Male Information Official
- Rebecca Craig : Gillian
- Paul Bigley : Black's Hotel Room Service
- Geoffrey McGivern : Travel Agent
- Hamish Clark : Icelandair Official
- Lorelei King : US Ground Stewardess
- Steve Speirs : Chauffeur de taxi
- Rob Brydon : Chauffeur de bus